# Aeropuerto de Tucupita
El Aeropuerto de Tucupita, o el Aeropuerto San Rafael (IATA: TUV, OACI: SVTC), (alternativamente Aeródromo de Tucupita) es un infraestructura ubicada a unos 4 kilómetros de la ciudad de Tucupita, la capital del estado Delta Amacuro en la Guayana venezolana y próxima al caño Manamo y a la Avenida Guásima.
En 2013 se aprobó realizar obras de mejora y modernización que elevaron la categoría del espacio de Aeródromo a Aeropuerto Nacional. Es uno de los dos aeropuertos con que cuenta el estado siendo el otro el Aeropuerto de Pedernales en la localidad del mismo nombre.
En una primera fase se realizaron obras para la cerca perimetral, el bacheo, repavimentación de la pista de aterrizaje y la deforestación para la instalación del sistema Voor.
En marzo de 2014 se iniciaron obras de rehabilitación con recursos del gobierno nacional y regional. En 2015 la asamblea nacional aprobó un crédito adicional para la tercera etapa de la remodelación.

## Destinos
| Destinos                            | Nombre del aeropuerto                                     | Aerolíneas | Frecuencias |
| ----------------------------------- | --------------------------------------------------------- | ---------- | ----------- |
| Venezuela (2 destinos, 1 aerolínea) |                                                           |            |             |
| Maturín                             | (MUN) Aeropuerto Internacional José Tadeo Monagas         | Conviasa   | 1           |
| Porlamar                            | (PMV) Aeropuerto Internacional del Caribe Santiago Mariño | Conviasa   | 1           |